# Hispar Muztagh
Hispar Muztagh és una serralada secundària del Karakoram. Es troba a la regió de Gojal, a la regió de Gilgit-Baltistan del Pakistan, al nord de la glacera Hispar, al sud de la vall de Shimshal i a l'est de la vall d'Hunza. És la segona serralada secundària més alta del Karakoram, per darrere de la Baltoro Muztagh. La muntanya més alta de la serralada és el Distaghil Sar, amb 7.885 metres.

## Principals cims de l'Hispar Muztagh
| Muntanya           | Alçada (metres) | Coordenades                                          | Prominència (metres) | Muntanya pare      | Primera ascensió | Ascensions (intents) |
| ------------------ | --------------- | ---------------------------------------------------- | -------------------- | ------------------ | ---------------- | -------------------- |
| Distaghil Sar      | 7.885           | 36° 19′ 33″ N, 75° 11′ 18″ E / 36.32583°N,75.18833°E | 2.525                | K2                 | 1960             | 3 (5)                |
| Khunyang Chhish    | 7.823           | 36° 12′ 19″ N, 75° 12′ 28″ E / 36.20528°N,75.20778°E | 1.765                | Distaghil Sar      | 1971             | 2 (6)                |
| Kanjut Sar         | 7.760           | 36° 12′ 18″ N, 75° 25′ 04″ E / 36.20500°N,75.41778°E | 1.690                | Khunyang Chhish    | 1959             | 2 (1)                |
| Trivor             | 7.577           | 36° 17′ 15″ N, 75° 05′ 10″ E / 36.28750°N,75.08611°E | 1.000                | Distaghil Sar      | 1960             | 2 (5)                |
| Pumari Chhish      | 7.492           | 36° 12′ 40″ N, 75° 15′ 10″ E / 36.21111°N,75.25278°E | 884                  | Khunyang Chhish    | 1979             | 1 (2)                |
| Yukshin Gardan Sar | 7.469           | 36° 15′ 00″ N, 75° 22′ 30″ E / 36.25000°N,75.37500°E | 1.313                | Pumari Chhish      | 1984             | 4 (1)                |
| Momhil Sar         | 7.414           | 36° 19′ 04″ N, 75° 02′ 11″ E / 36.31778°N,75.03639°E | 990                  | Trivor             | 1964             | 2 (6)                |
| Yazghil Dome South | 7.324           | 36° 19′ N, 75° 13′ E / 36.317°N,75.217°E             | <500                 | Distaghil Sar      | ???              | ???                  |
| Yutmaru Sar        | 7.283           | 36° 13′ 40″ N, 75° 22′ 05″ E / 36.22778°N,75.36806°E | 620                  | Yukshin Gardan Sar | 1980             | 1 (1)                |
| Lupghar Sar        | 7.200           | 36° 20′ 52″ N, 75° 00′ 57″ E / 36.34778°N,75.01583°E | 730                  | Momhil Sar         | 1979             | 1 (0)                |
| Bularung Sar       | 7.200           | 36° 18′ N, 75° 08′ E / 36.300°N,75.133°E             | 514                  | Trivor             | 1990             | ???                  |

1. ^  Les dades procedeixen de l'Himalayan Index. Poden no ser del tot exactes, ja que algunes escalades pot ser que no hagin estat registrades en la literatura de muntanya o hagin estat indexades incorrectament.